# Lutumidomus panikkari
Lutumidomus panikkari is een eenoogkreeftjessoort uit de familie van de Rhynchomolgidae. De wetenschappelijke naam van de soort is voor het eerst geldig gepubliceerd in 1955 door Gnanamuthu.